# 聖伯多祿聖保祿教堂 (維爾紐斯)

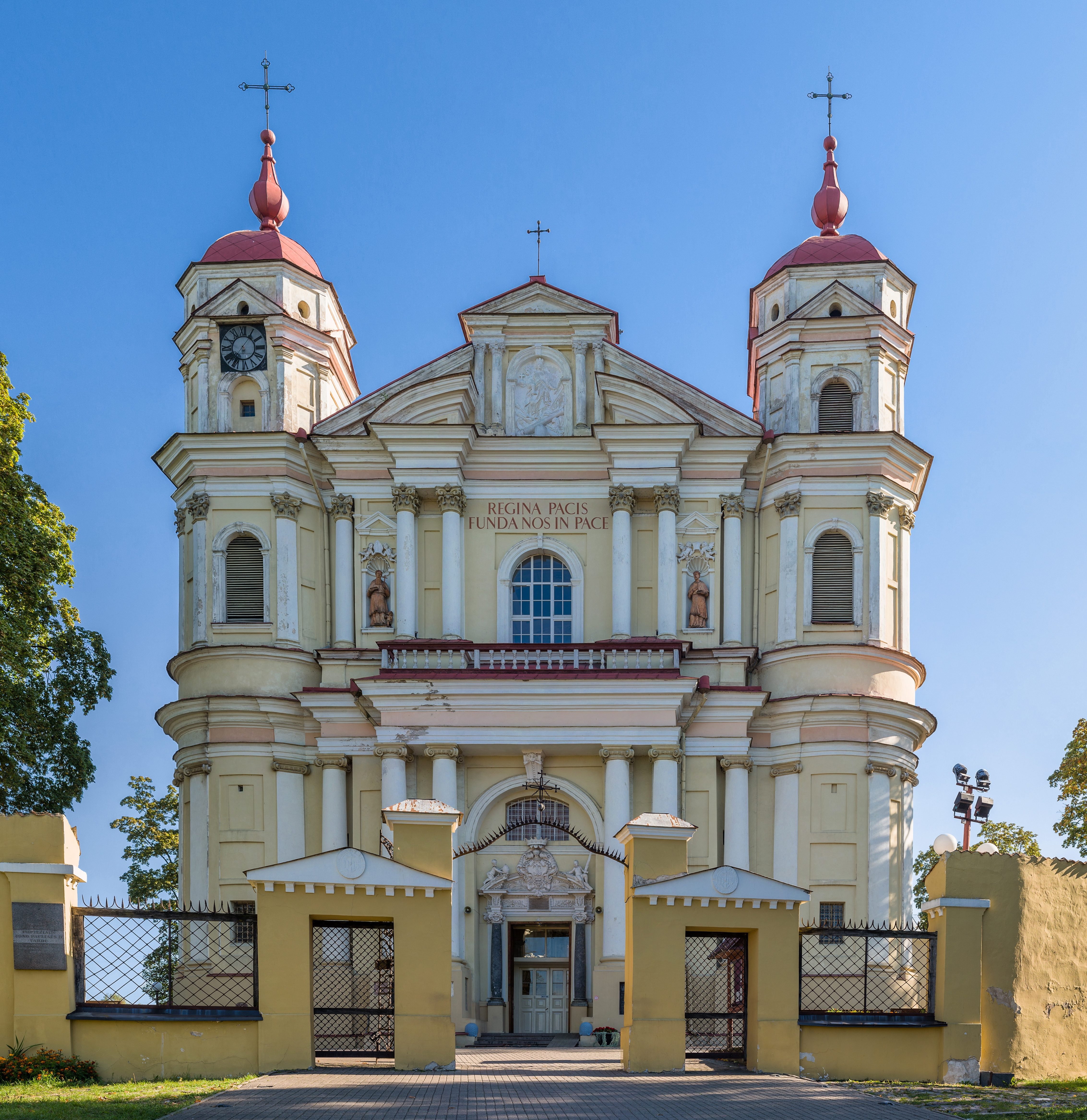
聖伯多祿聖保祿教堂

聖伯多祿和聖保祿教堂是位於立陶宛首都維爾紐斯的一座羅馬天主教的教堂。這座教堂是立陶宛巴洛克式建築的代表作。教堂始建於何時不得而知。在1655年至1661年立陶宛於俄羅斯發生戰爭時期教堂曾被毀。戰後教堂得到重建。